# Halmstads revir
Halmstads revir var ett skogsförvaltningsområde inom Södra överjägmästardistriktet och Hallands län som omfattade Årstads härad med undantag av Krogsereds och Drängsereds socknar samt Halmstads, Tönnersjö och Höks härader. Reviret, som var indelat i sex bevakningstrakter, omfattade 13 680 hektar allmänna skogar (1920), varav 12 kronoparker med en areal av 9 778 hektar.